# Metasiopsis
Metasiopsis là một chi bướm đêm thuộc họ Geometridae.